# Drapetis pandai
Drapetis pandai är en tvåvingeart som beskrevs av Smith 1969. Drapetis pandai ingår i släktet Drapetis och familjen puckeldansflugor. Inga underarter finns listade i Catalogue of Life.